# Pomník Československých tankistů
Pomník Československých tankistů se nachází poblíž česko-polské státní hranice na polní cestě trase cyklostezky jihovýchodo-východně u obce Sudice v okrese Opava v pohoří Opavská pahorkatina v Moravskoslezském kraji. Pietní místo tvoří kvádr vyrobený z umělého kamene, který je umístěný na schodovitém soklu. Památník připomíná události konce druhé světové války, kdy zde probíhaly těžké boje a Sudice téměř ze dvou třetin vyhořely. K Sudicím, v místě památníku, se dne 15. dubna dostala 1. československá samostatná tanková brigáda 1. československého armádního sboru v Sovětském svazu a překročila tak hranici okresu Opava. Samotné Sudice byly osvobozeny až 28. března 1945 a obec se tak stala první osvobozenou obcí v okrese Opava. Památník byl postaven k 15. výročí osvobození obce v roce 1960 a je památkově chráněn.

## Další informace
Pomník se nachází na trase naučné stezky Příroda za rohem Rohova a je celoročně volně přístupný. Poblíž, přibližně severním směrem, se také nachází Památník osvobození Sudic s tankem T 34.

## Galerie

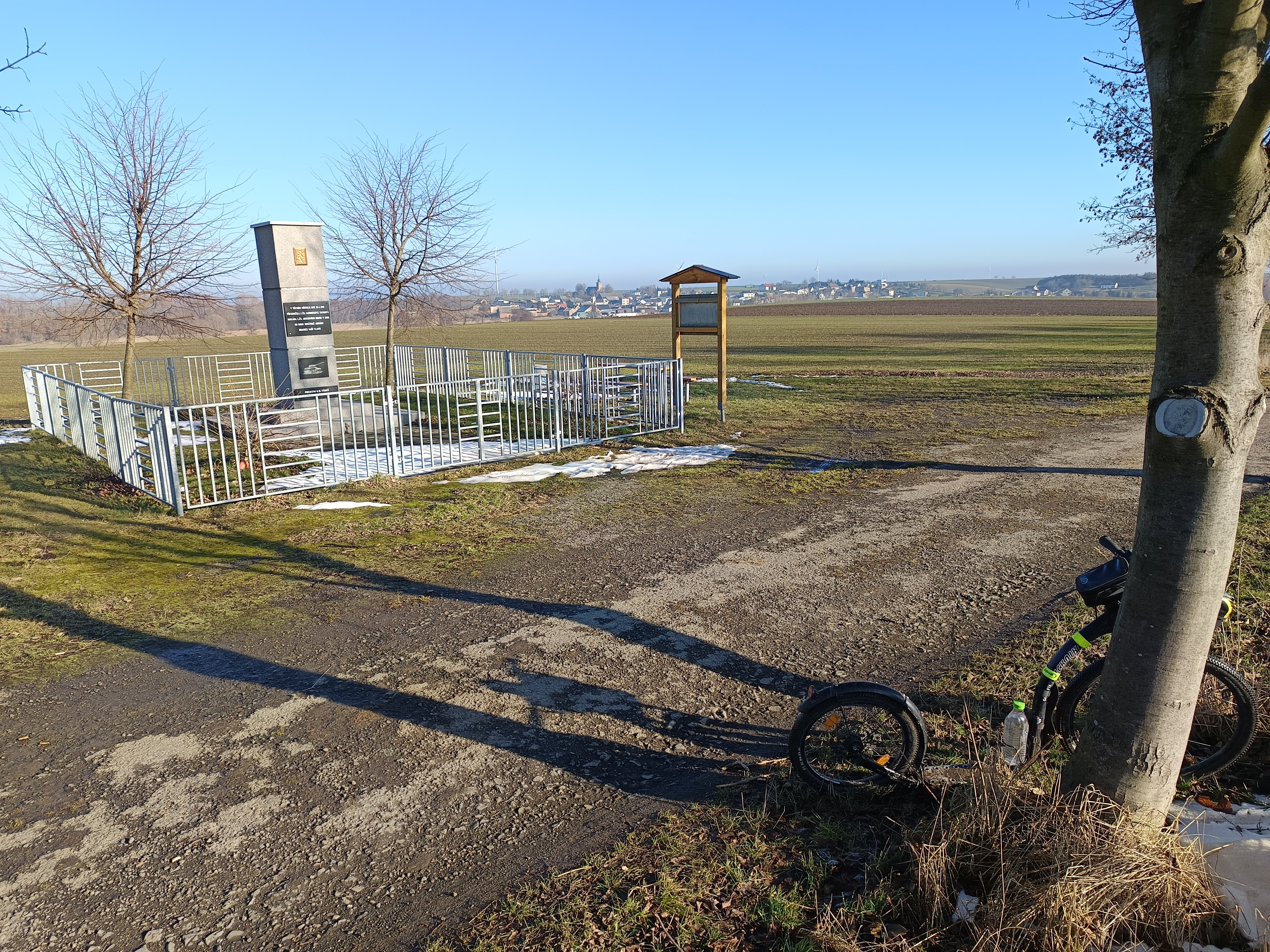
Pomník v krajině